# Daan Drijver
Daan Drijver is een Nederlands-Belgisch hockeyer.

## Levensloop
Drijver was actief bij Royal Antwerp HC, alwaar hij reeds op 14-jarige leeftijd meetrainde met het eerste team. In 2017 maakte hij de overstap naar KHC Dragons. Na enkele seizoenen keerde hij terug naar zijn jeugdclub.
In 2022 nam hij deel aan het Europees kampioenschap hockey5s in het Poolse Wałcz, alwaar hij zilver haalde met de Red Lions5s.
In 2017 nam hij de Belgische nationaliteit aan, voordien had hij de Nederlandse.